# Bayogoula
Bayogoula (znani tudi kot Bayagoula, Bayagola ali Bayugla) so bili pleme ameriških staroselcev iz Louisiane na jugu Združenih držav Amerike. 
John Reed Swanton je ime Bayogoula prevedel kot "ljudje zaliva" in zapisal, da so živeli blizu Bayou Goula v okrožju Iberville, Louisiana. Njihovo ime je bilo zapisano kot Bayou Goula. 

## Jezik
Jezik Bayogoula je nedokumentiran in zato tudi neklasificiran. Morda so govorili južni muskogejski jezik, soroden jeziku Choctaw in jeziku Houma.

## Imena
Bayougoula je beseda iz ljudstva Choctaw, ki pomeni »ljudje iz zaliva« in namiguje na njihovo lokacijo v bližini reke Mississippi. Njihovo ime je bilo »Ischenoca«, kar se približno prevaja kot »naši ljudje«.

## Skupine
Mugulasha - (Mougulasha, Muglahsa, Muglasha, Muguasha), francoska popačenka besede "Imongolosha", kar pomeni "ljudje z druge strani". Mugulasha pa so leta 1699 živeli med Bayougoula pod izmišljenim imenom, da bi prikrili svojo prisotnost pred Francozi. Prej so bili znani kot Quinipissa, pleme, ki je La Salleja pozdravilo z dežjem puščic med njegovim potovanjem po Mississippiju leta 1682.

## Zgodovina
Poskušajoč se osvoboditi notranjosti in doseči Mehiški zaliv, je majhna flota, ki je vsebovala razbite ostanke odprave De Soto, leta 1543 plula mimo prihodnjega mesta vasi Bayougoula. Vendar pa so se Španci le kratek čas gorvodno morali prebiti mimo bojevnikov poglavarstva Natchez in če so v tem območju videli kakršne koli domorodne vasi, jih niso omenjali. Noben drug Evropejec ni obiskal območja, dokler René Robert Cavelier, Sieur de La Salle in Henri Tonti nista leta 1682 prišla po reki iz dežele Illinois, da bi našla ustje Mississippija. Čeprav je La Salle na kratko obiskal Natchez in zabeležil lokacijo Houma na vzhodnem bregu takoj na severu, ni omenjal, da bi bili Bayougoula na zahodni strani reke. Dolvodno pa, tik nad sedanjim mestom New Orleans, je bil francoski poskus uporabe kalumeta (univerzalnega simbola miroljubnih namenov ob spodnjem toku reke) za srečanje s Quinipissa sprejet s sovražnostjo in plazom puščic. Francosko strelno orožje je zadržalo Quinipissa bojevnike, ki so jim sledili in La Salle je nadaljeval dolvodno do Mehiškega zaliva, kjer je 9. aprila 1682 zahteval reko Mississippi in vse dežele, ki jih je odvodnjavala, za Francijo. V čast svojemu kralju je La Salle svoje "novo odkritje" poimenoval Louisiana.
Nevedni, da so pravkar postali podložniki Ludvika XIV., so se Quinipissa izkazali skoraj tako neprijazni ob francoskem povratku gorvodno, kot so bili prej. Ignorirajoč svoje prejšnje srečanje, se je La Salle ustavil, da bi kupil hrano, vendar je ugotovil, da je vas skoraj popolnoma zapuščena, saj so se bojevniki z ženskami in otroki umaknili v gozd, ko so videli francoski pristop. La Salle je končno našel poglavarja in mu podaril modro sukneno jakno. Poglavar je bil pripravljen govoriti, vendar so se bojevniki skrivali v bližini in izkazovali sovražne geste, zaradi katerih so Francozi ostali blizu svojih pušk. Končno je poglavar Quinipissa predlagal, da bi bilo najbolje, če bi Francozi odšli. La Salle se je strinjal in se tako izognil še enemu spopadu. Preostanek poti nazaj v Illinois se je izkazal za neproblematičnega in La Salle je francoskemu imperiju dodal ogromno novo regijo. Vendar pa so bile francoske oblasti v Kanadi takrat zaposlene z veliko vojno ob Velikih jezerih z Irokezi in so pokazale malo zanimanja za dolino Mississippija.
Zavedajoč se, da si Španija lasti isto območje, si La Salle ni mogel privoščiti čakanja na zaključek vojne z Irokezi. Tontija je pustil na čelu v Illinoisu in se vrnil v Francijo, da bi zbral podporo za svoj načrt ustanovitve francoske kolonije v Mehiškem zalivu ob ustju Mississippija. Čeprav je obstajala skrb zaradi nove vojne proti Veliki Britaniji in Španiji (vojna kralja Viljema 1688-97), je ideja o draženju njegovih španskih sovražnikov pritegnila Ludvika XIV. in dovoljenje je bilo dano. La Salle je odplul iz Francije leta 1684, vendar je zaradi velike navigacijske napake zgrešil ogromno delto ob ustju Mississippija in pristal v zalivu Matagorda na teksaški obali, 400 mi (640 km) zahodno. Medtem je Tonti leta 1685 prišel dolvodno iz Illinoisa, pričakujoč srečanje z La Salleom ob ustju Mississippija. Tonti je čakal do aprila 1686, ko so mu zmanjkale zaloge, vendar La Salle nikoli ni prišel.
Medtem je Tonti izkoristil čas za vzpostavitev prijateljskih odnosov s Quinipissa in preden se je vrnil v Illinois, je pustil pismo za La Sallea in steklenico pri njihovem poglavarju, če bi prišel kasneje. La Salle ga nikoli ni prebral. Ko je teksaška kolonija začela propadati, je poskušal poiskati pomoč s potovanjem po kopnem do Mississippija. Marca 1687 so La Sallea ubili njegovi lastni možje na ravnicah vzhodnega Teksasa. Tonti je za to izvedel šele leto kasneje, vendar je takoj odšel iz Illinoisa, da bi rešil preživele. Ustavil se je v vaseh Taensa, ki so bile daleč severno od Bayougoule in Quinipissa, da bi potoval po kopnem v Teksas. Na žalost, vsi njegovi napori so bili zaman, saj so Karankawa že pobili preostanek La Sallejeve kolonije v zalivu Matagorda.
Potem se ni zgodilo veliko, dokler se ni leta 1697 končala vojna kralja Williama. Francija je iz tega konflikta izšla kot prevladujoča sila v Severni Ameriki, vendar se je na obzorju že kazala nova evropska vojna (vojna kraljice Ane 1710-13). Glavna razlika je bila v tem, da sta bili Francija in Španija zdaj zaveznici proti Veliki Britaniji in Španci si niso mogli več privoščiti nasprotovanja ustanovitvi francoske kolonije na obali Zaliva. Vendar so leta 1698 zgradili novo utrdbo v Pensacoli, da bi zaščitili svoje ozemeljske zahteve. Odgovornost za uresničitev La Sallejevih sanj je bila zaupana Pierru Le Moyne d'Ibervillu, vojaškemu heroju iz vojne kralja Williama. Iberville je konec leta 1698 odplul iz Francije z majhno floto in, potem ko mu ni uspelo prečkati labirinta delte Mississippija, se je 10. februarja 1699 odločil, da bo namesto tega pristal vzhodneje v Biloxiju (Mississippi). Francozi so takoj ugotovili, da se je območje drastično spremenilo od Tontijevega zadnjega obiska leta 1686.
Britanski trgovci iz Charlestona v Južni Karolini so leta 1685 dosegli vasi Chickasaw v severnem Mississippiju in v naslednjih petih letih so njihovi obiski postali rutina. Poleg običajne trgovine z jelenjimi kožami so Britanci bili zainteresirani za sužnje domorodcev za svoje plantaže v Karolinah in Zahodni Indiji, in Chickasawom so priskrbeli strelno orožje, da bi jim pomagali pri pridobivanju tega "blaga". Posledično so roparji sužnjev Chickasaw terorizirali vsako pleme v regiji, medtem ko je hkrati nov val epidemij pustošil po domorodnih populacijah z uničujočim učinkom. Ko so Francozi pristali v Biloxiju, so bili povsod znaki smrti in uničenja v obliki zapuščenih in uničenih vasi. Ker so bel obraz povezovali z zasužnjevanjem, so bila plemena na tem območju težko dosegljiva in pogosto sovražna. Iberville je postajal zaskrbljen, ko je njegov brat, Jean Baptiste Le Moyne d'Bienville, naletel na skupino Bayougoula in Mugulasha, ki so lovili bizone in purane na tem območju.
Za razliko od drugih domorodcev, ki so jih Francozi do sedaj srečali, so bili Bayougoula takoj prijazni. Ko je njihov poglavar zagledal Ibervillov kanu iz brezovega lubja, je vprašal, ali so Francozi isti belci, ki so prišli po reki s severa, in bil je vesel, ko je izvedel, da so. Sledila je slovesnost dobrodošlice s kalumetom, in naslednji dan je poglavar Bayougoula narisal zemljevide območja za Ibervilla, medtem ko je pojasnil, da bo moral nadaljevati svoj lov, vendar se bo s Francozi srečal čez nekaj dni. Vendar dogovor ni bil izpolnjen. Ravno ko je Iberville že skoraj obupal nad njimi, je 7. marca prispel bojevnik Manchac (Biloxi) in prinesel sporočilo od Bayougoula, ki je pojasnjevalo, da so se vrnili v svojo vas, in da jih Francozi lahko tam obiščejo. Biloxi so vodili Ibervillovo skupino (vključno z očetom Anatasiusom Douayem in njegovimi brati, Sauvolejem in Bienvillejem) zahodno do vasi Bayougoula na reki Mississippi.
Ko so prispeli, sta Francoze pozdravila dva poglavarja – eden je govoril za Bayougoula in drugi za Mugulasha, ki so živeli z njimi. V vas je ravno udarila epidemja črnih koz, ki so ubile četrtino njenih prebivalcev in dokazi o njenem strašnem prehodu so bili zelo očitni. Mrtve so položili na bližnje odre in smrad smrti je prežemal celotno vas. Iberville pa je želel potrditi, da je Mississippi ista reka, ki ji je La Salle sledil do Zaliva leta 1682. Ker La Salle ali Tonti nista omenjala ne Bayougoula ne Mugulasha, je povprašal o plemenu Quinipissa, vendar sta oba poglavarja odgovorila, da še nikoli nista slišala zanje. Kljub njihovemu prijaznemu sprejemu so Francozi so postali sumničavi, ko so izvedeli, da poglavar Mugulašev ni imel le istega imena kot poglavar Quinipissov, ki sta ga srečala La Salle in Tonti, ampak je imel še vedno La Salleov modri suknjič iz serža. Nadaljnji dvomi so se pojavili, ko so v templju Bayougoula našli Tontijevo steklenico.
Iberville je bil prepričan, da poglavarja Bayogoulov in Mugulašev nekaj skrivata, vendar se je želel srečati tudi z drugimi plemeni ob reki. Bayogouli so jim ponudili, da jih takoj gorvodno popeljejo do plemena Houma, kar je bila velikodušna ponudba, saj plemeni nista bili povsem prijateljski. Na poti blizu ustja Rdeče reke so Ibervillu pokazali znameniti rdeči drog (Baton Rouge), ki je označeval mejo med ozemljema Houmov in Bayogoulov. Houmi so Francoze sprejeli s slovesnostjo kalumeta in petjem, vendar so bili bolj odprti glede Quinipissov in so odkrito priznali, da so nekateri od njih živeli z njimi. Vendar niso imeli Tontijevega pisma, ki ga je Iberville potreboval, da bi dokazal, da je bil res na isti reki, kot je bil La Salle, ko je zahteval Louisiano za Francijo. Po odhodu od Houmov so Francozi nadaljevali gorvodno, preden so se razdelili v tri skupine, da bi raziskali območje ob vrnitvi.
Na poti do svoje baze v Biloxiju se je Ibervillu uspelo srečati in skleniti mirovno pogodbo s Chitimacha. Vendar je Sauvolovi skupini zmanjkovalo zalog in se je odločila ustaviti v vasi Bayogoula, da bi kupila hrano. Sredi pogajanj je oče Douay opazil, da mu manjka verska oprema in je nato užalil poglavarja Bayogoulov, obtožujoč njegove ljudi kraje. Drugi Francozi so ga poskušali utišati, vendar jih je nastali nemir prisilil, da so odšli praznih rok. Bienville se je ustavil malo kasneje in uspel zgladiti slabe občutke. Željni, da bi prispevali k popravilu, so mu Bayogouli izročili Tontijevo pismo La Salleu, ki so ga do takrat skrivali. Po vrnitvi v Biloxi se je Iberville odločil, da je to primerna lokacija in ukazal gradnjo trdnjave Maurepas. Ko so se dela začela, je svojega brata Sauvolea pustil na čelu in se vrnil v Francijo, da bi podal poročilo in si zagotovil več zalog.
Vrnil se je januarja 1700. Nekaj dni kasneje je prispel Tonti s svojimi Kanadčani iz dežele Illinois in zanka se je začela zategovati okoli poskusa Bayogoulov, da bi prikrili Mugulaše. Medtem je imel Bienville zaskrbljujoče novice. Med raziskovanjem spodnjega Misisipija prejšnjega septembra je odkril britansko ladjo, ki se je nekako uspela prebiti skozi delto in se je počasi premikala gorvodno po Misisipiju 70 mi (110 km) od zaliva. Ko je Bienville obvestil njenega kapitana, da območje zahteva Francija, so mu povedali o britanskem načrtu za kolonizacijo spodnjega Misisipija s francoskimi hugenoti. Iberville je spoznal, da je treba nekaj storiti in ko je poglavar Bayogoulov kmalu zatem obiskal Biloxi, so ga Francozi prepričali, da jim proda nekaj zemlje 40 mi (64 km) nad ustjem za trdnjavo, ki bi blokirala britanski dostop do reke. Gradnja trdnjave Mississippi se je začela takoj zatem, vendar jo je ovirala zelo nalezljiva dizenterija, ki je izbruhnila med francoskimi kolonisti.
Iberville je načrtoval tudi raziskovanje Rdeče reke. Spomladi je poslal Bienvillea in Louisa Juchereauja de St. Denisa naprej v vasi Taensa, da bi dobila vodnike in zaloge za kopensko potovanje do vasi Caddo blizu Natchitochesa. Iberville je sledil, vendar se je najprej ustavil v vasi Bayogoula, kjer je kupil polje od Mugulašev in ga posejal s pšenico, da bi oskrboval koloniste v Biloxiju. Izvedel je tudi, da je bila zima težka za Bayogoule. Ista dizenterija, ki je mučila Francoze, se je razširila na plemena v regiji z veliko bolj smrtonosnimi rezultati. Francozi se niso mogli pozdraviti ... še manj pa domorodci. Bolj neposredna skrb je bila vojna, ki je izbruhnila med Bayougoula in Houma ter njihovimi zavezniki Taensa. Čeprav so vojno očitno začeli Bayougoula, je presenetljiv napad Houma zajel veliko njihovih žensk in otrok. Iberville je pustil mladega Francoza pri Bayougoulih, da bi se naučil njihovega jezika, in nadaljeval pot do Houma, kjer mu je uspelo dogovoriti premirje. Po obisku Natchezov se je pridružil Bienvillu in St. Denisu v vaseh Taensa, vendar so ga takrat kolena tako bolela, da se je bil prisiljen vrniti v Biloxi.
Bienville in St. Dennis sta bila sama poslana h Caddo v Natchitoches in naprej, vendar sta se ob povratku odločila slediti Rdeči reki. Močvirja so to pot še posebej otežila in njuni vodniki so ju zapustili. Bienville je končno dosegel Bayougoule, le da je izvedel, da se je med njegovo kratko odsotnostjo zgodila tragedija. Francoski fant, ki je ostal pri Bayougoulih, je izvedel, da je tik pred prihodom Francozov večina Quinipissa umrla zaradi epidemije. Preživeli so zapustili svojo vas, nekaj družin pa se je pridružilo Houma. Večina, vključno z njihovim poglavarjem, se je preselila k Bayougoulam in postala Mugulasha. Zavedajoč se, da je bila njihova prevara odkrita, se zdi, da so se Bayougoula odločili, da so Mugulasha postali breme v njihovih odnosih s Francozi in jih pobili. Žrtve so vključevale ženske in otroke Mugulasha, kar je bilo v nasprotju z običaji v regiji, kjer so osvajalci ubijali moške, ženske in otroke pa prihranili za posvojitev v svoje pleme.
Francozi so sprejeli izid, vendar je Iberville zdaj začel pritiskati na Bayougoula, naj mu dajo vsa zemljišča, ki so pripadala Mugulasham – zemljišča, ki so temeljila na njegovem nakupu tistega enega pšeničnega polja. Soočeni z možnostjo, da bi morali Francozi predati del svoje zemlje, so bili Bayougoule, brez Mugulasa, tudi bolj dovzetni za napade Chickasaw in so nujno potrebovali nekoga, ki bi zamenjal Mugulasha. Povabili so več družin Acolapissa in Tioux (skupina Natchez), vendar iz nekega čudnega razloga nihče ni bil zainteresiran. Grožnja Chickasaw se je umirila, potem ko je Iberville uspel izmenično groziti in podkupovati njihove poglavarje, da so leta 1702 v Mobilu podpisali mirovno pogodbo. Na žalost so britanski trgovci ostali aktivni in so uspeli prepričati Chickasaw, da so obnovili svoje napade za sužnje. Z začetkom vojne kraljice Ane (1701-13) se je Iberville vrnil v Francijo na vojaško službo, vendar je umrl zaradi rumene mrzlice, ki jo je dobil med vodenjem napada na Britance v Zahodni Indiji. To je postavilo Bienvilla na čelo v Louisiani in ko so Chickasaw leta 1705 nadaljevali svoje napade, je spoštoval bratovo obljubo v Mobilu in zagotovil strelno orožje njihovim sovražnikom. Vendar Francozi niso mogli oborožiti svojih zaveznikov skoraj tako dobro, kot so Britanci storili s Chickasaw.
Taensa, ogroženi tako s strani Chickasaw kot Yazoo, so spomladi 1706 zapustili svoje vasi v severovzhodni Louisiani in sprejeli ponudbo Bayougoula, da se naselijo pri njih. Minilo je le šest let od pokola Mugulasha in Taensa niso bili pripravljeni tvegati, da bi postali naslednje žrtve. Kmalu po prihodu so napadli svoje gostitelje in pobili večino. Približno 200 Bayougoul se je izognilo pokolu in pobegnilo navzdol do Acolapissa plemena, kjer so se naselili na točki tik nad prihodnjim mestom New Orleans. Kmalu zatem so se jim pridružili Houma, ki so pod podobnimi okoliščinami sprejeli Tunica in trpeli na podoben način. Vsa tri plemena so se kmalu združila v zavezništvo, vez, ki se je še okrepila s služenjem Francozom med njihovo dolgo vojno s Chitimacha (1707-18). Medtem so Francozi, na podlagi Ibervillovega nakupa tistega pšeničnega polja Mugulasha, zdaj bili pripravljeni zahtevati tudi zemljišča Bayougoula.
Taensa, ki niso želeli užaliti Francozov, so bili prisiljeni ponovno se preseliti. Vendar niso mogli, vrnili v svoje nekdanje vasi zaradi Chickasawov, zato so se premaknili bolj proti jugu. Žal jih je to postavilo zelo blizu zavezništva Acolapissa, Bayougoula in Houma. Po nekaj tesnobnih letih čakanja na neizogibno maščevanje so Taensa leta 1715 zapustili območje in se preselili vzhodno v Mobile. Zavezništvo Acolapissa, Bayougoula in Houma se je po njihovem odhodu še bolj zbližalo in je bilo najpomembnejši francoski zaveznik v bližini, ko je bil leta 1718 ustanovljen New Orleans. Vendar pa je pritok kolonistov na območje prinesel nov val epidemij. Črne koze so leta 1721 ubile več kot polovico Acolapiss, Bayougoul in Houm. Tudi alkohol je terjal svoj davek in pritisk širjenja francoskih naselij blizu New Orleansa je kmalu prisilil tri zavezniška plemena navzgor po reki v okrožje Ascension kmalu zatem. Čeprav so leta 1739 še vedno ohranjali ločene vasi in poglavarje, je bilo to bolj pretvarjanje kot resničnost. Do takrat se Francozi niso več trudili z ločenim štetjem za vsako pleme in so začeli preostalih 500 ljudi imenovati Houma.

## Etnografija
Pred stikom z Evropejci sta bili plemeni Bayougoula in Mugulasha edini plemeni, ki sta govorili narečje Choctaw iz jezikovne družine Muskogean in sta živeli zahodno od reke Mississippi. Vendar pa so bili Bayougoula, z izjemo tega, da so bili z "napačne strani reke", precej podobni svojim bratrancem na nasprotni strani. Ker je bil njihov plemenski totem aligator (žival, edinstvena za spodnji tok Mississippija), so očitno bili tam že dolgo pred srečanjem s Francozi. Prav tako so kazali številne značilnosti kulture Mississippija, ki je prevladovala v celotni regiji pred letom 1540. Njihova bivališča so bila okrogle oblike in so uporabljala konstrukcijo iz protja in blata (slamnata streha), značilno za to območje. Ob prvem srečanju leta 1699 so Francozi opazili, da so Bayougoula še vedno gradili velike zemeljske ploščadi, na katere so postavili svoje pomembne javne zgradbe – poglavarjevo hišo in velik (premer 30 ft (10 m)) tempelj za verske obrede. Tempelj je vseboval tudi svete predmete in večni ogenj, ki ga je vzdrževal vaščanski duhovnik.
Močvirnata narava območja je pokopavanje naredila nezaželeno, zato so Bayougoula svoje mrtve polagali na visoke ploščadi, da bi jih zaščitili pred živalmi med razpadanjem. Ko je bil ta proces končan, so kosti shranili v plemensko kostnico (hišo kosti). Lov, pri katerem so z ognjem gnali živali na odprto, je bil pomemben, pri čemer so bili glavni plen bizoni, purani, jeleni, aligatorji in ribe. Vendar pa je večino prehrane Bayougoula zagotavljalo njihovo kmetijstvo: koruza, fižol, buče, melone, sončnice in tobak. Polja so bila razmeroma majhna, vendar jim je dolga rastna doba v regiji omogočala, da so iz istega polja pobrali dva do tri pridelke. Psi so bili edina žival, ki so jo udomačili Indijanci pred konjem, vendar so Bayougoula leta 1699 imeli majhne jate puranov. Plemena spodnjega toka Mississippija so bila edinstvena tudi po tem, da so bila plemenska ozemlja dobro določena. Velik rdeč steber blizu ustja reke Red River, okrašen z ribjimi glavami in medvedjimi kostmi, je označeval mejo med Bayougoula in Houma, ki so bili severno. Prevedeno v francoščino, je lokacija tega "Rdečega stebra" postala znana kot Baton Rouge, sedanja prestolnica Louisiane.